# Lyby Kirke
Lyby Kirke ligger højt oppe med udsigt over det åbne landskab midt imellem Lyby og Bostrup i Salling i det tidligere Nørre Herred, Viborg Amt. Dets kor og skib er formodentlig opført i 1100-tallet.
Kirken anses i middelalderen for "Sysselkirke" for Sallingsyssel, der omfattede Salling, Mors og Fjends Herreder, og hvis tingsted holdtes på den nærliggende Bostrup Tinghøj.
1375 var tinget blevet forlagt til Lyby kirke, hvor egnens fornemmeste mænd og selvejere med Viborg-bispen i spidsen, prioren i Grinderslev Kloster, præsten i Salling Syssel, 2 riddere og 10 væbnere drøftede landets alvorlige situation, hvor landets indbyggere " - have lidt forfærdelig skade af rov og brand, af kornets ufrugtsommelighed, af fjendernes grumhed, bratdød, fædod og fiskenes formindskelse...". "Thi svor de med oprakte hænder mod himmelen, – at de skulle stadig og aldeles uden svig og skalkhed lægge vind på at forsvare kirkens personers friheder og det, som den tilhørte..."